# 솔로지옥 시즌4
《솔로지옥 시즌4》는 넷플릭스 에서 2025년 1월 14일 부터 2025년 2월 11일 까지 방송 중 인 리얼리티 예능 프로그램이다.

## 프로그램 소개
커플 이 되어야만 나갈 수 있는 외딴 섬, ‘지옥도’ 에서 펼쳐질 솔로 들 의 솔직 하고 화끈 한 데이팅 리얼리티 쇼

## 출연

### 패널
- 이다희
- 덱스
- 규현
- 한해
- 홍진경

### 참가자 (남성)
- 육준서
- 장태오
- 김태환
- 국동호
- 김정수
- 안종훈 (메기)

### 참가자 (여성)
- 이시안
- 김민설
- 정유진
- 배지연
- 김혜진
- 김아린
- 박해린 (메기)

## 촬영
인천광역시 옹진군에 위치 한 사승봉도 에서 촬영 했다.
이 외 에도 ‘반얀트리 클럽 앤 스파 서울’, 소피텔 앰배서더 서울 호텔 & 서비스드 레지던스‘ 등 서울특별시 주요 특급 호텔 과 ‘워킹온더클라우드’, ‘녹트’ 등 유명 레스토랑 에서 촬영 했다.